# Bjännsjötjärnen
Bjännsjötjärnen är en sjö i Robertsfors kommun i Västerbotten och ingår i Dalkarlsåns huvudavrinningsområde. Sjön har en area på 0,0498 kvadratkilometer och ligger 180 meter över havet.

## Delavrinningsområde
Bjännsjötjärnen ingår i det delavrinningsområde (713597-172337) som SMHI kallar för Utloppet av Bjännsjön. Medelhöjden är 207 meter över havet och ytan är 9,84 kvadratkilometer. Det finns inga avrinningsområden uppströms utan avrinningsområdet är högsta punkten. Avrinningsområdets utflöde Dalkarlsån mynnar i havet. Avrinningsområdet består mestadels av skog (90 procent). Avrinningsområdet har 0,49 kvadratkilometer vattenytor vilket ger det en sjöprocent på 4,5 procent.